# Ordre olympique
L'ordre olympique est une distinction créée par le Comité international olympique en mai 1975 en remplacement du Certificat olympique. L'ordre olympique est la plus haute distinction liée à l'olympisme. Il y a trois niveaux : bronze, argent et or ; tous ont la même forme et sont composés d'un collier métallique représentant les cinq anneaux du drapeau olympique.

## Echelons
| Bronze | Argent | Or |
| ------ | ------ | -- |
|        |        |    |
|        |        |    |